# Jerry Lee Lewis

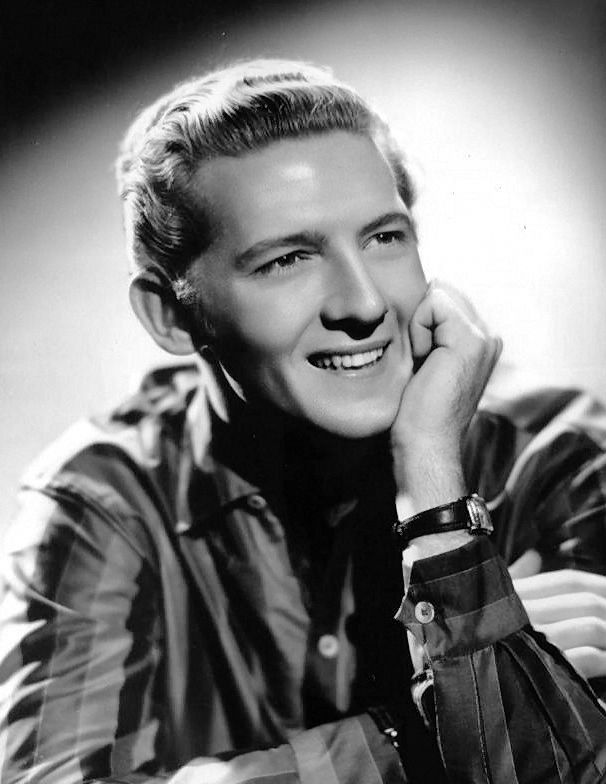
Jerry Lee Lewis (lata 50.)

Jerry Lee Lewis (ur. 29 września 1935 w Ferriday, Luizjana, zm. 28 października 2022 w DeSoto) – amerykański piosenkarz, autor tekstów i pianista znany również jako „Killer”. Uważany za jednego z pionierów rockabilly i rock and rolla. 
Gdy dorastał, śpiewał chrześcijańską muzykę gospel w południowych kościołach zielonoświątkowych. Karierę muzyczną rozpoczął w 1956, nagrywając w Sun Records cover piosenki country „Crazy Arms”. Wkrótce sławę zyskał przebojami: „Whole Lotta Shakin’ Going On”, „Great Balls of fire”, „Breathless” i „High School Confidential”. Ekspresyjny śpiew łączył z olbrzymią dynamiką sceniczną. W swej innowacyjnej technice gry na fortepianie uważał, że do gry nadaje się każda część ciała, a nie tylko dłonie. Został członkiem legendarnego Million Dollar Quartet, do którego należeli także Elvis Presley, Johnny Cash i Carl Perkins.
W wieku 22 lat poślubił 13-letnią kuzynkę Myrę Gale Brown, co wywołało obyczajowy skandal i oznaczało regres w karierze u schyłku lat 50. Wprawdzie dalej koncertował, ale za sporo niższe stawki, a jego utwory zwykle nie odnosiły wielkich sukcesów. Przełom nastąpił w drugiej połowie lat 60., kiedy to artysta zwrócił się w kierunku muzyki country i wylansował przeboje, takie jak: „Another Place, Another Time” czy „To Make Love Sweeter for You”. Jego album All Killer, No Filler: The Anthology został umieszczony na 242. miejscu listy 500 albumów wszech czasów dwutygodnika „Rolling Stone”. Wczesna kariera muzyka została przedstawiona w filmie Wielkie kule ognia.
Jest laureatem nagrody Grammy, w tym tej za całokształt twórczości. W 1986 został wprowadzony do Rock and Roll Hall of Fame.

## Dzieciństwo
Urodził się w Ferriday, w Luizjanie. Imię Jerry otrzymał po bliżej nieokreślonym aktorze kina niemego.
Jego ojciec Elmo (1902-1979) był farmerem, cieślą, a także przemytnikiem alkoholu. Zarówno Elmo, jak i jego żona Mamie lubili muzykę, wspólnie śpiewali. Kiedy Lewis miał trzy lata, w wypadku zginął jego starszy brat Elmo jr. Lewis tak wspominał rodziców: „Powiedziałbym, że 90% moich możliwości, tego, co potrafię, to zasługa taty i mamy. Byli najlepszymi rodzicami na świecie, jakich każdy by sobie wymarzył. Zrobili wszystko, aby podziwiać mnie spełnionego i moją muzykę”. Rodzice Lewisa wzięli kredyt pod zastaw farmy, aby zakupić synowi pianino za 250 dolarów.
Młody Lewis ćwiczył na nim wraz z kuzynami Mickey Gilleyem i Jimmy Lee Swaggartem. W wieku 10 lat został zainspirowany przez kuzyna Carla McVoya do grania boogie woogie. Źródłem inspiracji był także Hank Williams oraz nocne lokale, gdzie grano bluesa. W 1949 miał miejsce jego pierwszy publiczny występ w salonie Forda w Ferriday. Lewis zaprezentował tam swój własny styl gry na pianinie, który stanowił połączenie elementów bluesa, country i boogie-woogie. W czasie występu zagrał piosenkę „Drinkin’ Wine Spo-Dee O´Dee”. W tym samym roku wystąpił w radiowej audycji dla radiostacji WNAT w Natchez, gdzie podjął pierwszą pracę w Hilltop Club. Na początku lat 50. był uczniem Southwest Bible Institute w Teksasie. Po trzech miesiącach został usunięty ze szkoły w następstwie zagrania pieśni „My God Is Real” w stylu boogie woogie podczas jednego ze spotkań w kościele. Wówczas zaczął grać w klubach Ferriday i Natchez. Pracował fizycznie, a także jako sprzedawca maszyn do szycia w Atlas Sewing Machine Company. W 1954 przeniósł się do Nashville, ale jego starania nie zostały dostrzeżone przez producentów, którzy stwierdzili, że powinien zrezygnować z pianina na rzecz gitary.

## Życie prywatne
W 1951 poznał wówczas 17-letnią Dorothy Barton, córkę kaznodziei Jewella Bartona. Ich małżeństwo trwało 20 miesięcy, od lutego 1952 do października 1953. W 1957 poślubił 13-letnią kuzynkę Myrę Gale Brown, co wywołało obyczajowy skandal.

## Dyskografia
- Jerry Lee Lewis (1958)
- Jerry Lee's Greatest! (1962)
- Live at the Star Club, Hamburg (1964)
- The Return of Rock (1965)
- Country Songs for City Folks/All Country (1965)
- Memphis Beat (1966)
- Soul My Way (1967)
- Another Place, Another Time (1968)
- She Still Comes Around (1969)
- Sings the Country Music Hall of Fame Hits, Vol. 1 (1969)
- Sings the Country Music Hall of Fame Hits, Vol. 2 (1969)
- The Golden Cream of the Country (1969)
- She Even Woke Me Up to Say Goodbye (1970)
- A Taste of Country (1970)
- There Must Be More to Love Than This (1971)
- Touching Home (1971)
- Would You Take Another Chance on Me? (1971)
- The Killer Rocks On (1972)
- Who's Gonna Play This Old Piano? (1972)
- The Session...Recorded in London with Great Artists (1973)
- Sometimes a Memory Ain't Enough (1973)
- Southern Roots: Back Home to Memphis (1973)
- I-40 Country (1974)
- Boogie Woogie Country Man (1975)
- Odd Man In (1975)
- Country Class (1976)
- Country Memories (1977)
- Jerry Lee Keeps Rockin' (1978)
- Jerry Lee Lewis (1979)
- When Two Worlds Collide (1980)
- Killer Country (1980)
- Class of '55 (1986)
- Young Blood (1995)
- Last Man Standing (2006)
- Last Man Standing Live (2007)
- Mean Old Man (2010)
- Rock and Roll Time (2014)
- The Boys From Ferriday (2022)